# Light from Light
Light from Light é um filme de drama escrito e dirigido por Paul Harrill lançado em 2019 no Festival Sundance de Cinema. O filme segue a história de uma mãe solteira que trabalha em meio período investigando casos paranormais.

## Elenco
- Marin Ireland como Shelia
- Jim Gaffigan como Richard
- Josh Wiggins como Owen
- Atheena Frizzell como Lucy
- David Cale como padre Martin

## Recepção
O filme tem 93% de aprovação no Rotten Tomatoes, com base em 40 resenhas com uma classificação média de 7,62 em 10. O consenso dos críticos do site diz: "Um drama tingido de paranormal com um toque enganosamente suave, 'Light from Light afunda seus ganchos no público gradualmente, mas não se solta rapidamente. "